# Richard Neutra

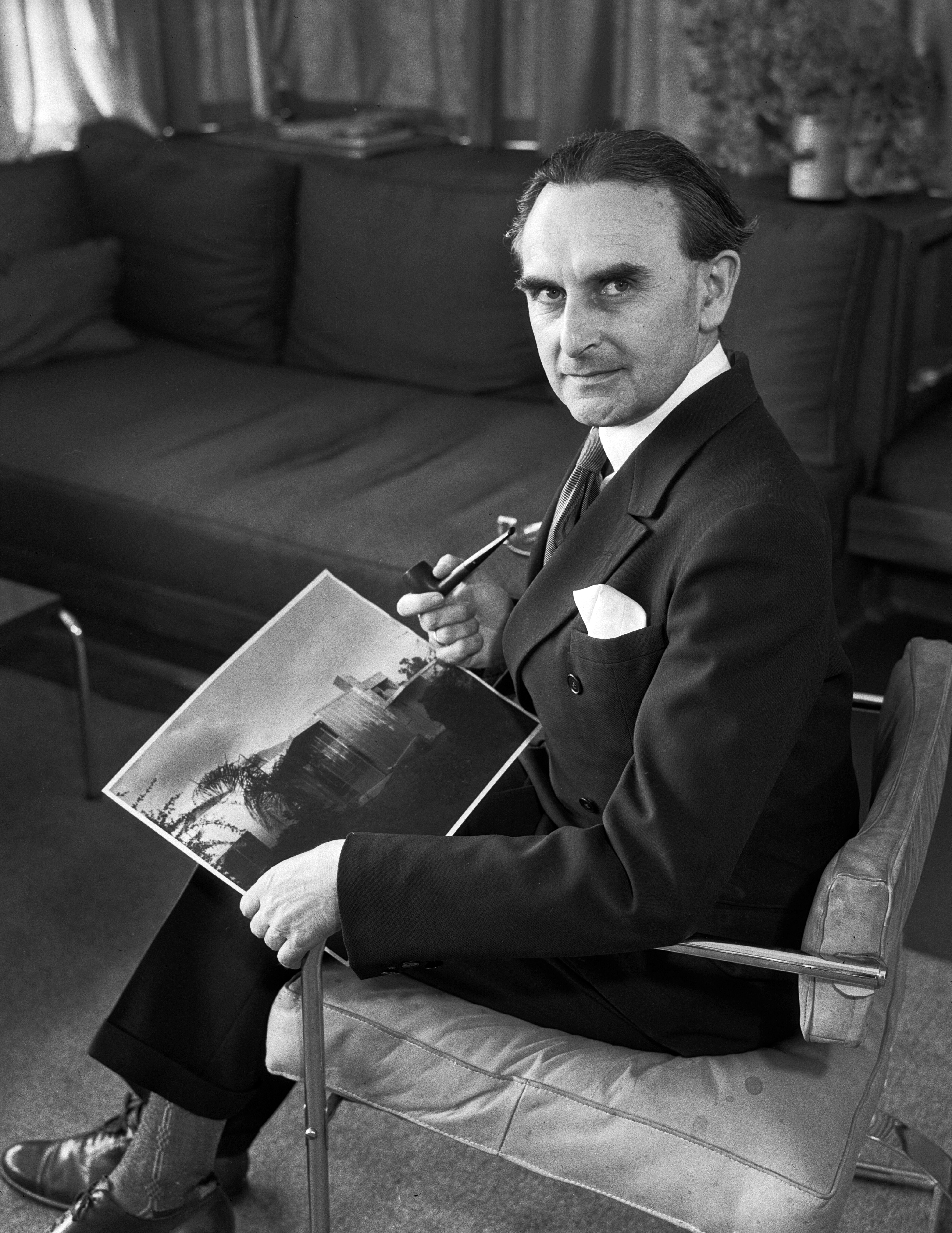
Richard Neutra mit einer Fotografie des von ihm entworfenen Beard House (1935)

Richard Joseph Neutra (* 8. April 1892 in Wien; † 16. April 1970 in Wuppertal) war ein aus Österreich stammender US-amerikanischer Architekt, der vor allem im Villenbau in Südkalifornien tätig war. Er gilt insbesondere in den USA als wichtiger Vertreter der klassischen Moderne in der Architektur.

## Leben

### Jugend in Europa
Richard Neutra wurde in eine wohlhabende jüdische Familie geboren. Sein Vater Samuel Neutra (1844–1920) besaß eine Metallgießerei, seine Mutter war Elisabeth geb. Glaser (1851–1908). Die Familie wohnte um 1900 in Wien 2., Taborstraße 72, unweit des Nordwestbahnhofs (siehe Volkertviertel). Richard hatte zwei Brüder, die ebenfalls in die USA auswanderten, und zwei Schwestern: Rosa, die 1877 als Säugling starb, und Josefine Therese, die später mit dem Kunsthistoriker Arpád Weixlgärtner verheiratete Bildhauerin Pepi, die die deutsche Judenverfolgung in Wien überlebte.
Neutra besuchte bis 1910 das Sophiengymnasium in Wien 2., Zirkusgasse 46–48, und studierte 1910–1918 an der Technischen Hochschule Wien, wo er Schüler von Max Fabiani und Karl Mayreder war. Hugo Salinger vermittelte ihm eine anerkennenswerte Ingenieurausbildung. 1912 besuchte er parallel dazu die Bauschule von Adolf Loos. Neutra wurde auch von Otto Wagner beeinflusst, dem führenden Architekten Österreich-Ungarns, ohne sein Schüler gewesen zu sein. 1912 unternahm er mit Ernst L. Freud, Sohn von Sigmund Freud, eine Studienreise nach Italien und auf den Balkan.
Der Erste Weltkrieg unterbrach Neutras Studium. Er wurde als Artillerie-Leutnant im österreichischen Heer in Albanien und Serbien eingesetzt und erkrankte an Malaria und Tuberkulose. 1918 wurde er aus dem k.u.k. Militärdienst als Artillerieoberleutnant entlassen. Das Studium konnte er daher erst im Sommer 1918 abschließen. 1919 begab er sich zur Kur in die Schweiz. Zugleich lernte er bei Gustav Ammann in Zürich, dem er zeitlebens freundschaftlich verbunden blieb, Gartenarchitektur und besuchte das Entwurfsseminar von Karl Moser an der ETH Zürich.
In Zürich lernt er 1919 den Architekten Alfred Niedermann, dessen Ehefrau Lilly und deren Tochter Dione kennen. Sie, die zehn Jahre jüngere Schweizer Sängerin und Cellistin,  Dione Niedermann (1902–1990) wird er später, am 23. Dezember 1922, heiraten.
1920 vermittelte ihm Ernst Freud eine Anstellung in einem Berliner Architekturbüro. 1921 wurde er ins Stadtbauamt der 50 km südlich von Berlin gelegenen Kleinstadt Luckenwalde aufgenommen. Im Städtischen Bauamt Luckenwalde entwarf er als erstes eigenes Projekt einen Waldfriedhof. Neutra war 1921–1923 in Berlin Assistent von Erich Mendelsohn. 1923 gewann der Entwurf von Mendelsohn und Neutra den ersten Preis beim Architekturwettbewerb für ein Geschäftszentrum in Haifa (nicht realisiert).

### Übersiedlung in die USA
Adolf Loos hatte Neutra für die moderne US-Architektur, insbesondere die Bauten Frank Lloyd Wrights, interessiert. Neutra beschloss daher 1923, gemeinsam mit seiner Frau Dione in die USA zu übersiedeln. Nach Stellen in New York erhielt er 1924 in dem schon zu dieser Zeit von Wolkenkratzern dominierten Chicago in dem führenden Architekturbüro von Holabird & Roche eine Anstellung.
Beim Begräbnis von Louis Sullivan traf er mit Frank Lloyd Wright zusammen, der das Ehepaar Neutra zu sich nach Taliesin (Wisconsin) einlud. Dort konnten sich die beiden mehrere Monate aufhalten. In Taliesin entstand Neutras Entwurf für den Wettbewerb zum Bau der Hietzinger Synagoge in Wien, in dem er mit einer Anerkennung gewürdigt wurde. Ebenfalls 1924 wurde sein erster Sohn, Frank Lloyd, geboren.
1925 übersiedelte das Paar, beeindruckt von einem Werbeplakat mit dem Schriftzug California Calls You! nach Los Angeles. Dort traf er seinen Wiener Studienkollegen Rudolph Schindler, der schon 1914 in die Vereinigten Staaten übersiedelt war. Er wurde Mitarbeiter in dessen Architekturbüro. Schindler und Neutra nahmen gemeinsam erfolglos am Wettbewerb für den Entwurf des Völkerbundpalastes in Genf teil.
Seit seinem Umzug nach Kalifornien galt Neutra in der Retrospektive der Architekturgeschichte als Vertreter des modernen Internationalen Stils in den USA. 1926 erhielt er die Architektenlizenz. Sein zweiter Sohn Dion wurde geboren. 1929 wurde Richard Neutra US-amerikanischer Staatsbürger. Sein jüngster Sohn Raymond kam 1939 zur Welt.

### Neutras Stil
1926 erhielt Neutra seinen ersten größeren Auftrag (Appartementhäuser). 1927 veröffentlichte er sein Buch „Wie baut Amerika?“. In den Hollywood Hills errichtete er 1927–1929 das Haus Lovell für den Reformarzt Philip M. Lovell in einer damals noch sehr seltenen Stahlkonstruktion aus vorgefertigten Teilen. Sein früherer Partner Schindler hatte 1925–1926 das Strandhaus Lovell entworfen und war gemeinsam mit Neutra für dessen Gartengestaltung verantwortlich.
Im Haus Lovell verwirklichte Neutra seine architektonischen Vorstellungen. Das Haus hatte große Glasflächen, und ähnlich wie in Wrights Gebäuden gingen Innen- und Außenräume ineinander über. Dieser Auftrag bewirkte allerdings die Trennung von Rudolph Schindler, denn der fünf Jahre Ältere konnte nicht verwinden, dass der von ihm geförderte Neutra den Auftrag eines zuvor gemeinsamen Auftraggebers alleine ausführte. Das Haus machte Neutra in Fachkreisen international bekannt, motivierte ihn nach Fertigstellung zu einer Vortragsreise durch Europa (1930 besuchte er Sigmund Freud in Wien) und wurde 1932 in einer Ausstellung aktueller Architektur im New Yorker Museum of Modern Art vorgestellt.
Im selben Jahr erreichte Neutra die Einladung von Josef Frank, an der Werkbundsiedlung Wien mitzubauen, Er nahm an. Sein Entwurf eines ebenerdigen Siedlungshauses wurde an der Adresse 13. Bezirk, Woinovichgasse 9, zwischen Jagdschlossgasse und Veitingergasse errichtet; bei der Endabnahme des Hauses war Neutra nicht anwesend.
Neutra baute nun vorrangig Villen und private Häuser, die sich durch ihre Großzügigkeit und harmonische Eingliederung in die Natur auszeichneten. Weitere Gebäude aus den 1930er Jahren sind: das Channel Heights Housing Project in San Pedro, Neutras eigenes Wohnhaus 1932 sowie die Emerson Jr. High School in West Los Angeles 1938. Neutra wollte auch das Haus des in die USA emigrierten Schriftstellers Thomas Mann bauen und zeigte ihm einige der von ihm projektierten Gebäude, konnte sich aber nicht damit durchsetzen, da Mann Neutras architektonische Vorstellungen und seine Entwürfe nicht zusagten.

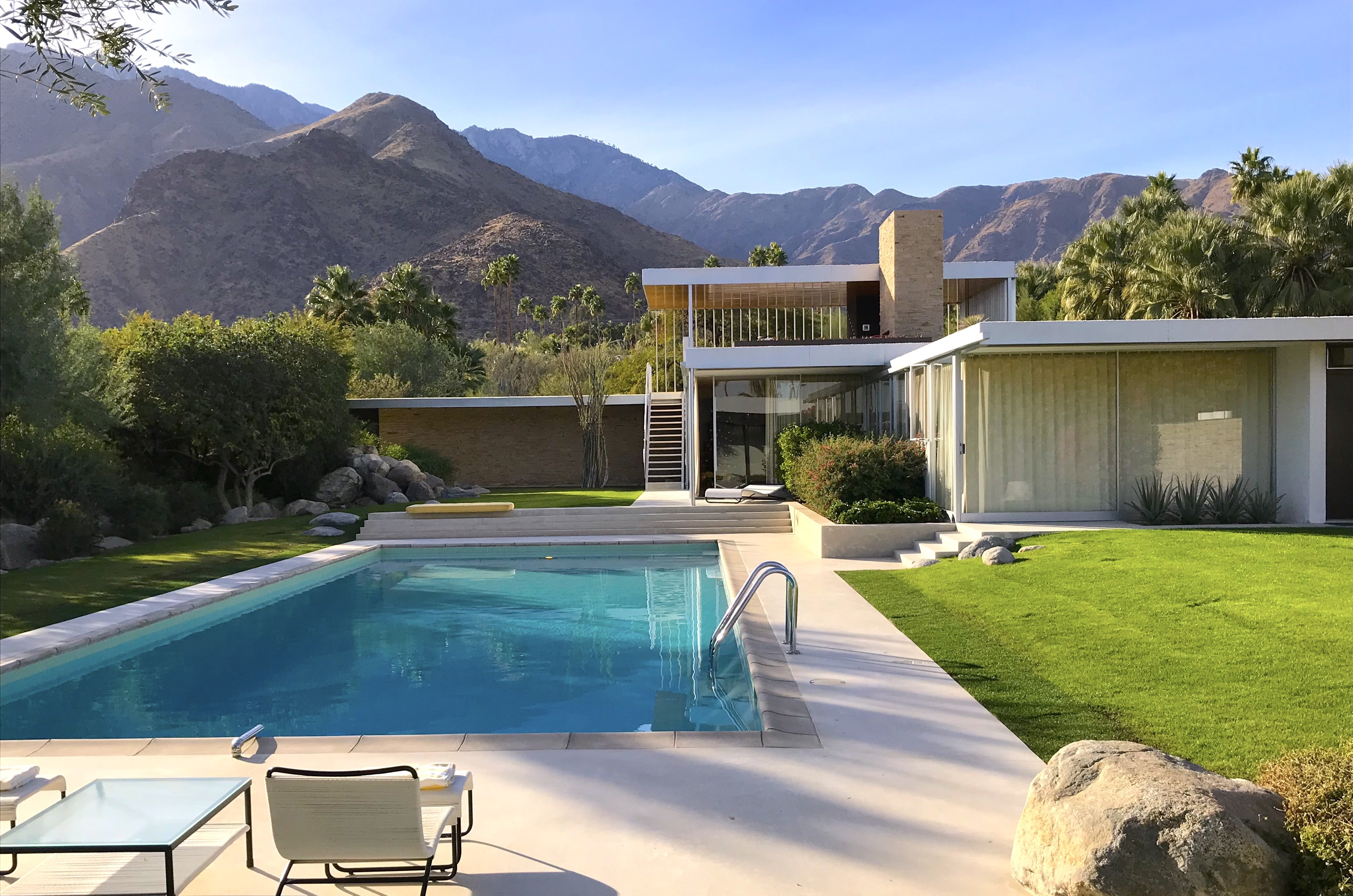
Das Kaufmann Desert House in Palm Springs, Kalifornien

In seinen Entwürfen entwickelte Neutra den modernen, kalifornischen Stil weiter. Er verband leichte Metallkonstruktionen mit Stuckelementen zu einem hellen, Licht und Luft durchlässigen Ensemble. Dabei spezialisierte er sich auf die Einbettung von Architektur in sorgfältig arrangierte Gärten und Landschaften, wie auch seinem eigenen Haus. Ihn inspirierte vor allem der Kontrast geometrischer Formen zur Natur. Dies wird in den Fotos des Fotografen Julius Shulman besonders sichtbar. Neutras architektonische Vorstellungen orientierten sich maßgeblich an den Wünschen seiner Kunden. Anders als viele andere Architekten wollte er den Bauherren seine eigenen Vorstellungen nicht aufzwingen. So war er dafür bekannt, seinen Auftraggebern umfassende Fragebögen vorzulegen, um möglichst viele Sonderwünsche berücksichtigen zu können. Eines von Neutras bekanntesten Gebäuden wurde das für Edgar J. Kaufmann entworfene Kaufmann Desert House von 1946, das in einsamer Landschaft in der Nähe von Palm Springs, Kalifornien, entstand.
Seine architektonische Philosophie fasste Neutra einmal  so zusammen:

„Man stelle den Menschen in eine Verbindung mit der Natur; dort hat er sich entwickelt und dort fühlt er sich besonders zu Hause.“

Er bezeichnete seine Theorie als „biorealistische Architektur“. Neutra grenzte sich nachdrücklich vom dogmatischen Funktionalismus ab.

### Kooperationen
1948 unternahm Neutra neuerlich eine Vortragsreise durch Europa. Von 1949 bis 1964 (nach anderer Quelle bis 1959) kam es zur Bürogemeinschaft mit dem Architekten Robert E. Alexander. 1952 baute Neutra das Moore House in Ojai mit einem reflektierenden Pool, der „die Illusion schafft, dass das Haus auf einem Wassergarten schwimmt.“ (Richards Sohn Dion). Dion wurde in den 1960er Jahren Richards Partner. 1961 entstanden die Palos Verdes High School und noch im selben Jahr das Fine Arts Building der Columbia State University in Northridge, das bei einem Erdbeben 1994 so schwer beschädigt wurde, dass es abgerissen werden musste.
1962 gründete Neutra drei Institutionen: die Richard J. Neutra Foundation in Los Angeles, das Richard-J.-Neutra-Institut in Zürich und die Richard-J.-Neutra-Gesellschaft in Wien.
1962 stellte er die Los Angeles Hall of Records fertig, 1964 das Kuhns House in Woodland Hills, 1965 die Villen Bucerius und Rentsch in der Schweiz. In seinen letzten Jahren war er in Frankreich tätig. Außerdem entwarf er in Kooperation mit Alexander Schulgebäude, Kirchen, Geschäftsgebäude und Museen in diversen Ländern. Bei späteren Villenbauten in der Schweiz in den 1960er Jahren arbeitete er mit dem Zürcher Gartenarchitekten Ernst Cramer zusammen, ebenfalls ein Schüler von Gustav Ammann. Die Entwürfe der späten 1960er Jahre entstanden in Zusammenarbeit mit seinem Sohn Dion Neutra.
Fast alle Arbeiten von Richard Neutra aus der Zeit zwischen 1940 und 1967 wurden in der Zeitschrift Arts & Architecture von John Entenza veröffentlicht.

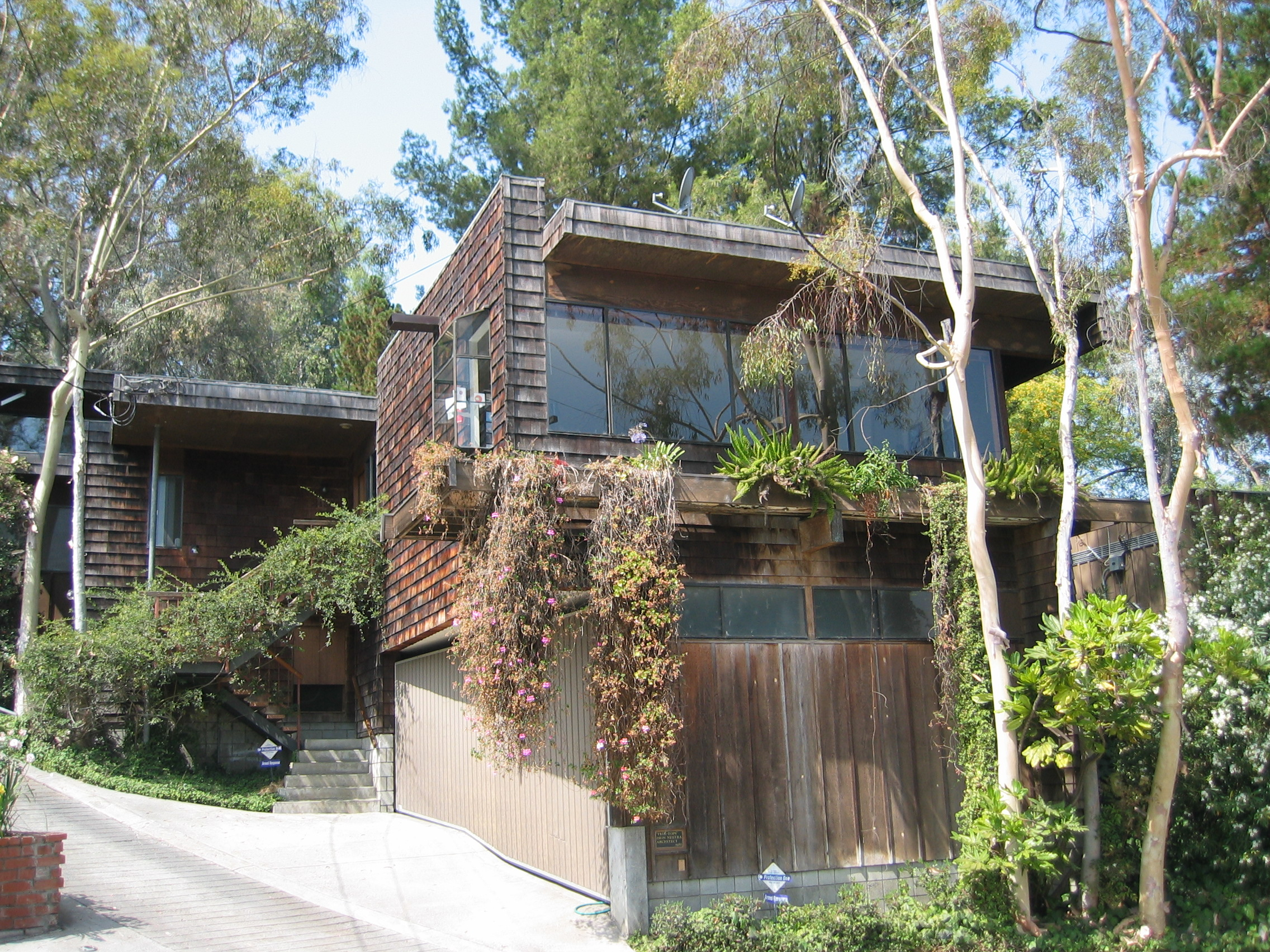
Haus Treetops, entworfen von Richard und Dion Neutra, fertiggestellt 1980 von Dion Neutra

### Lebensabend
Von 1966 bis 1969 lebte Richard Neutra in Wien (das Atelier in Los Angeles, nun unter der Bezeichnung Richard & Dion Neutra, leitete bereits sein Sohn und Erbe). Das Ehepaar Neutra hat nie ein Hehl daraus gemacht, dass die beiden gerne in Wien geblieben wären, doch das war mangels Aufträgen nicht leistbar. Überdies wurde Neutra von der heimischen Architektenszene abgelehnt und als Vertreter des Establishments betrachtet. Sein Wunsch, hier Projekte gestalten zu dürfen, blieb unerfüllt. Das Haus in der Werkbundsiedlung blieb Neutras einziges Gebäude in Wien. Richard Neutra starb am 16. April 1970 auf einer Vortragsreise in Europa bei der Besichtigung des von ihm entworfenen Hauses Kemper in Wuppertal an einem Herzinfarkt. Seine Urne ist in Los Angeles bestattet. Sein Sohn setzte die architektonische Arbeit an der Wirkungsstätte seines Vaters fort. In den 1990er Jahren erlebte der von diesem geprägte Stil eine Renaissance.

### Auszeichnungen und Würdigungen
Neutra wurde 1950 von der Universität Graz zum Doktor h. c. ernannt. 1958 erhielt er den Preis der Stadt Wien für Architektur, 1959 das Bundesverdienstkreuz der Bundesrepublik Deutschland. Er war seit 1961 Ehrenmitglied der Künstlervereinigung Secession in Wien. Von der National Academy of Design wurde Neutra 1964 in New York zum assoziierten Mitglied (ANA) gewählt. Im gleichen Jahr wurde er in die American Academy of Arts and Letters gewählt. 1967 erhielt er den Ehrenring der Stadt Wien. 1969 wurde er von der University of California, Los Angeles mit einem Ehrendoktorat gewürdigt.
Richard Neutra war ferner Ehrenmitglied von Berufsvereinigungen, zum Beispiel des Royal Institute of British Architects. Die häufig zu findende Angabe, er sei Ehrenbürger der Stadt Wien gewesen, entspricht nicht den Tatsachen.
Im Wiener Stadtteil Leopoldau ist seit 1974 die Richard-Neutra-Gasse nach ihm benannt. Eine Schriftfamilie trägt seinen Namen.

## Bauten

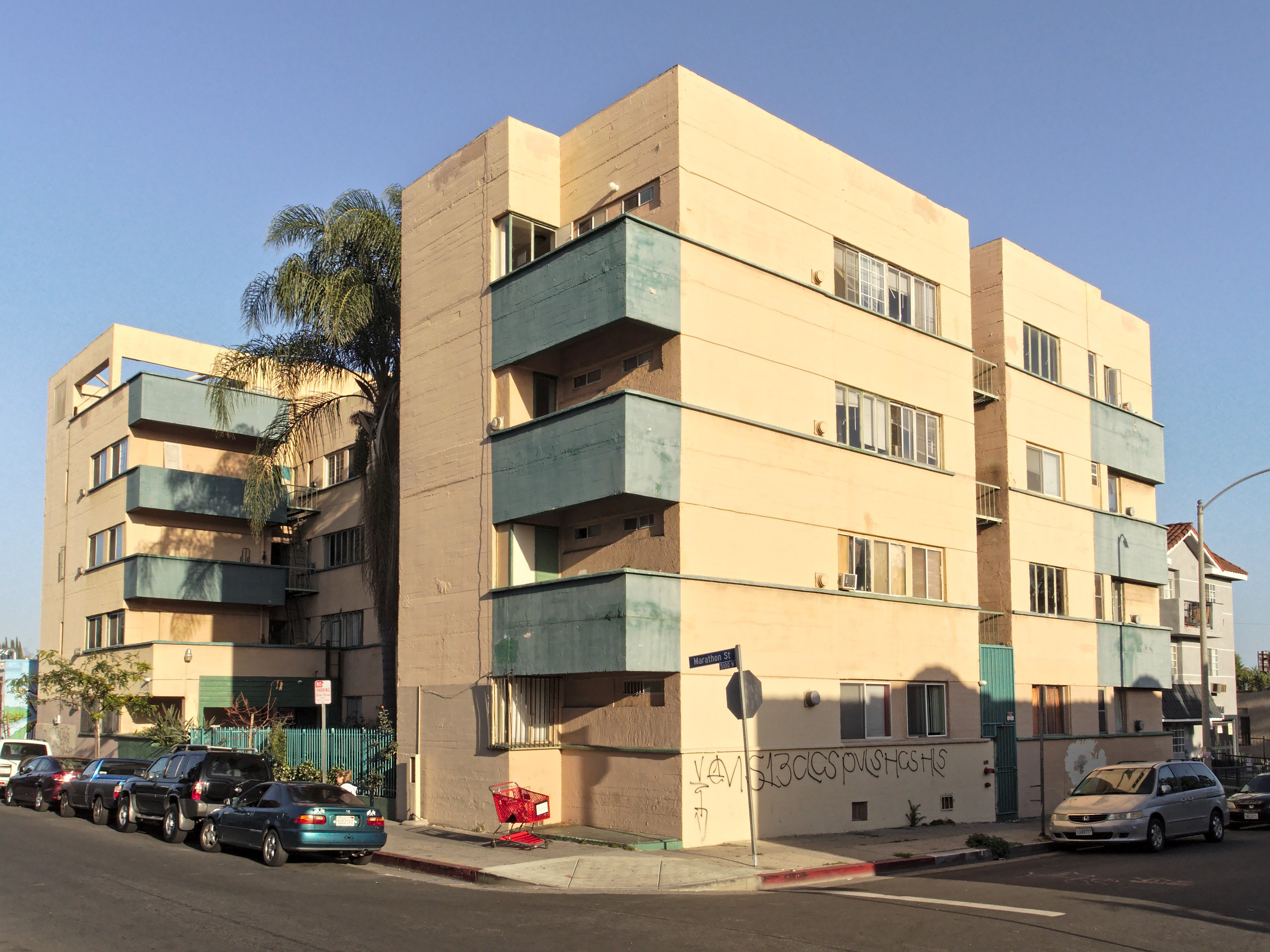
Jardinette Apartments, Los Angeles (1927–1929)

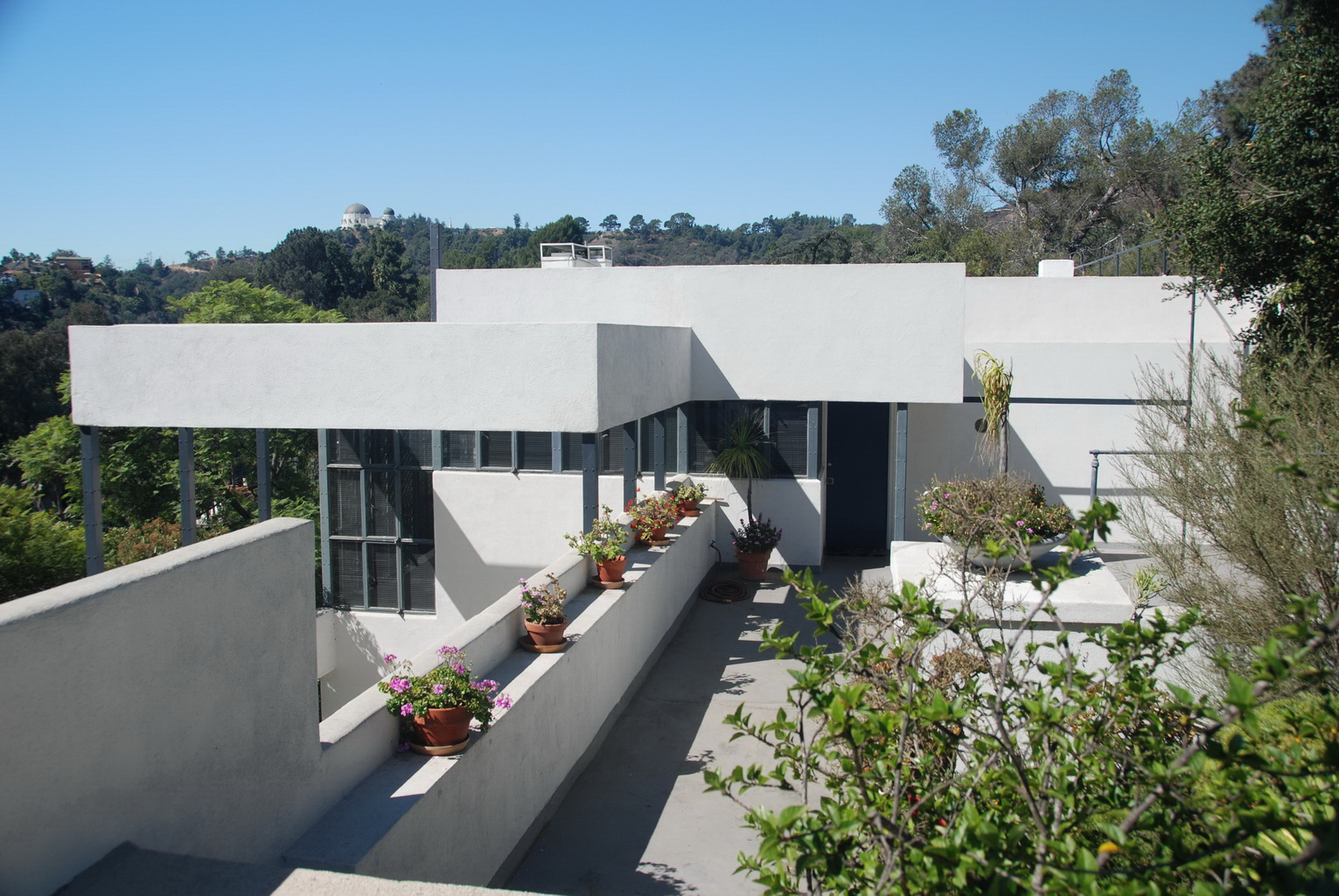
Lovell House, Hollywood Hills (1927–1929)

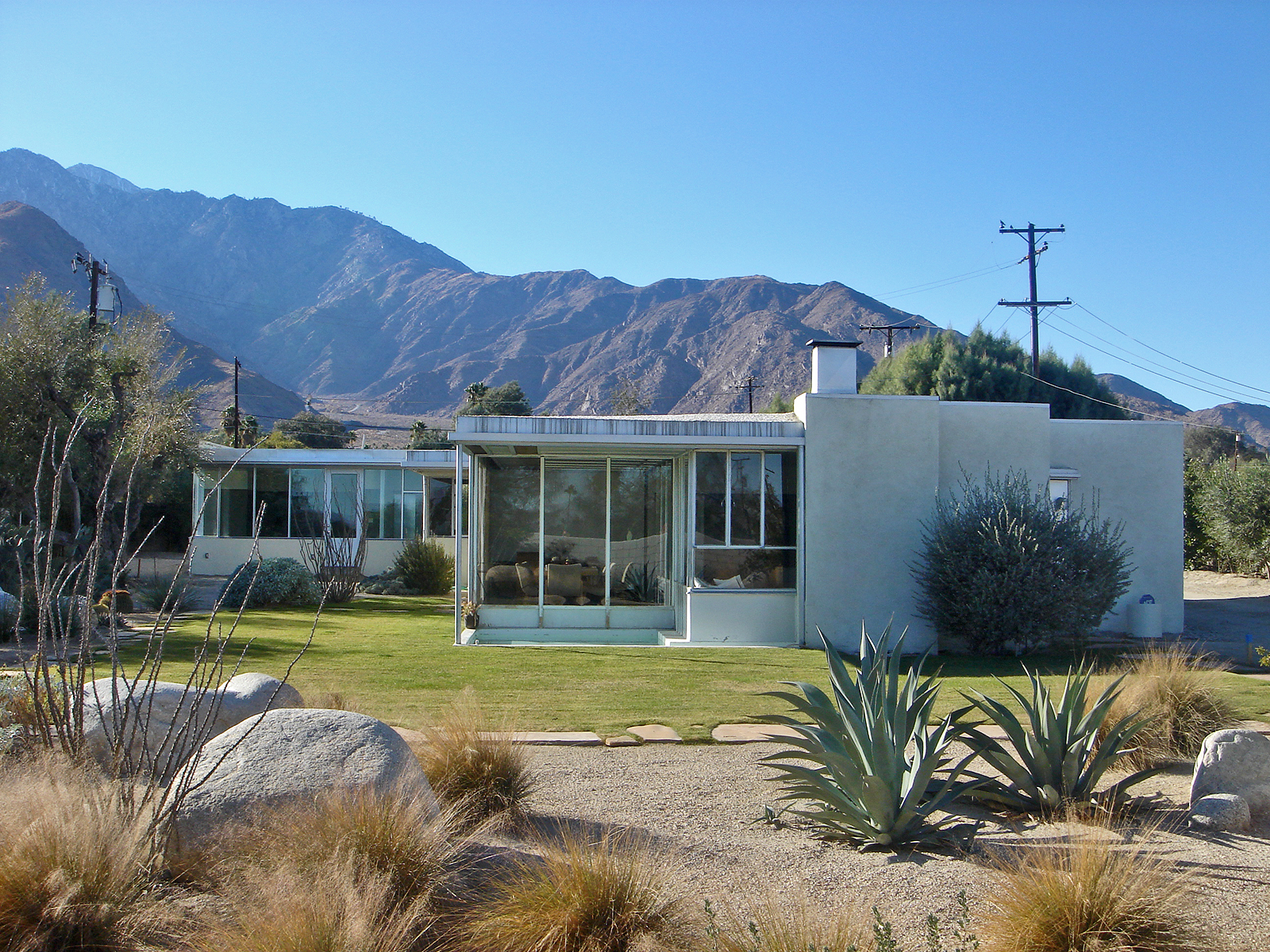
Miller House, Palm Springs (1937)

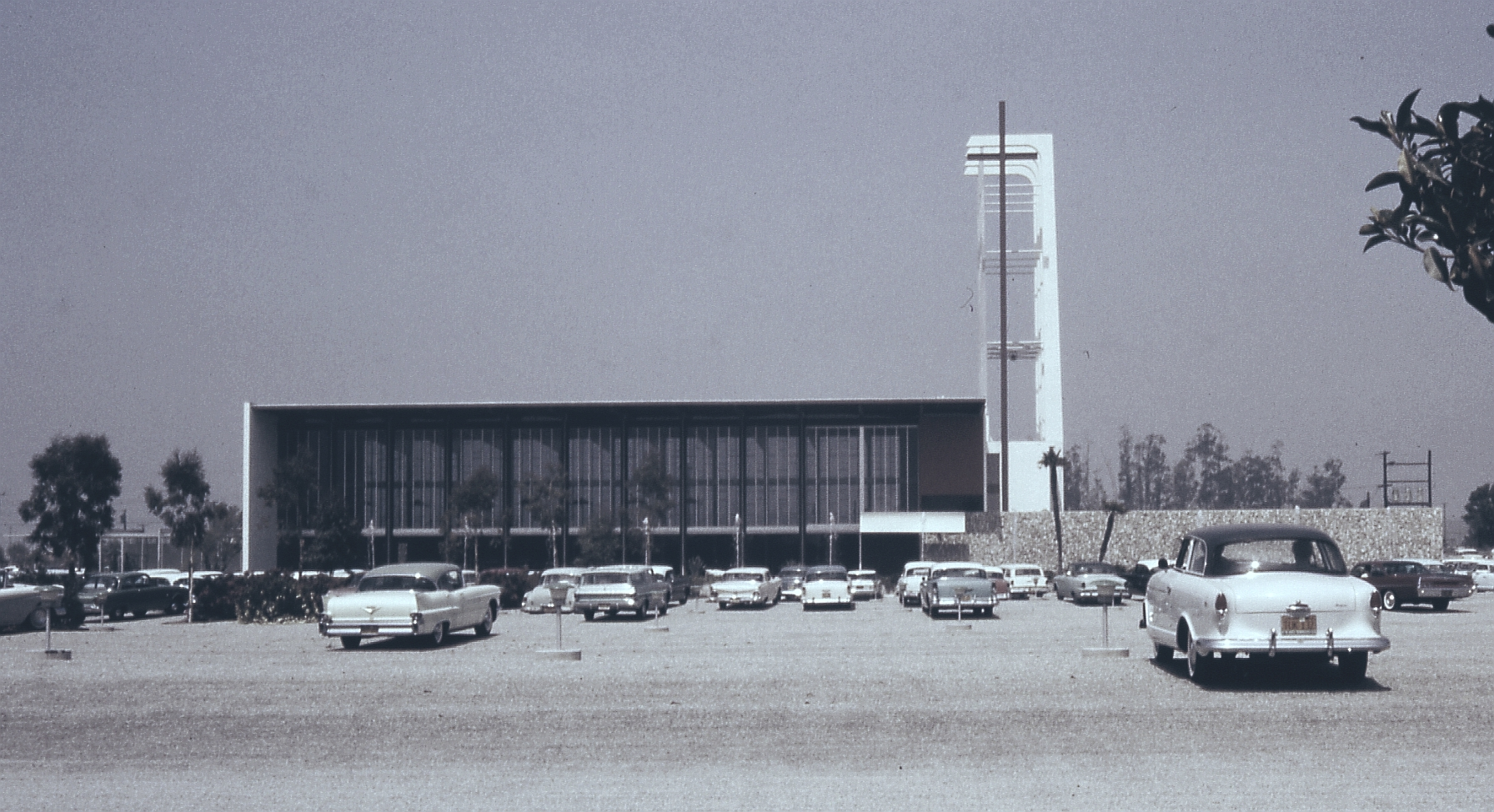
Garden Grove Community Church (1962)

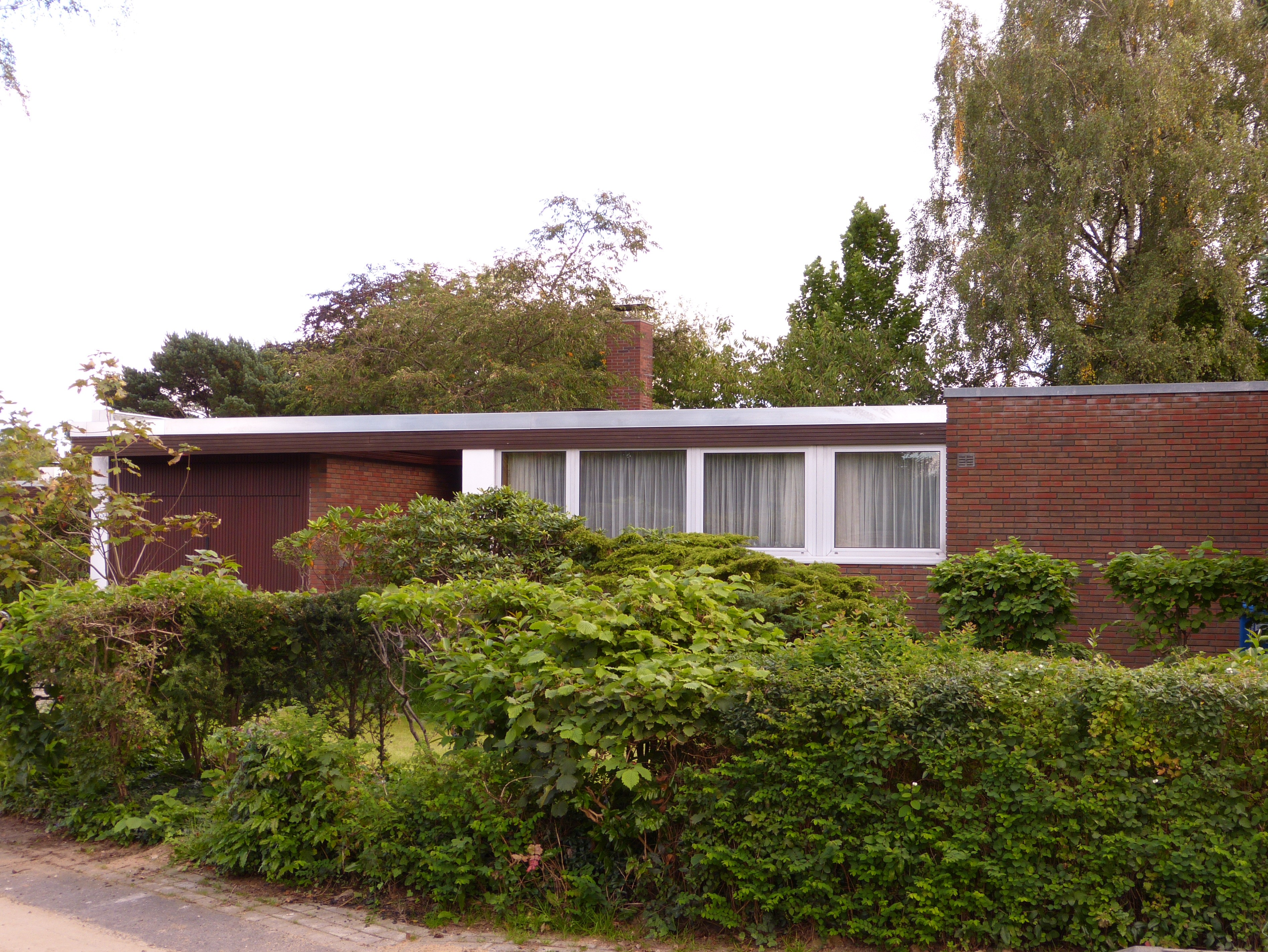
Haus Marienhöhe 83, Bewobau-Siedlung Quickborn (1962–1963)

- 1921–1922: Waldfriedhof in Luckenwalde
- 1921–1923: Mossehaus in Berlin
- 1923–1924: Vier Einfamilienhäuser in Berlin-Zehlendorf, Onkel-Tom-Straße 85, 87, 89 und 91[14]
- 1927–1929: Lovell Physical Culture Center in Los Angeles
- 1927–1929: Jardinette Apartments in Los Angeles
- 1927–1929: Health House (Haus Lovell) in Los Angeles[15]
- 1932: Haus Nr. 47 in der Werkbundsiedlung Wien, 13., Woinovichgasse 9
- 1932: Van der Leeuw Research House oder Neutra House (Neutras eigenes Haus) in Los Angeles (1964 nach Brand 1963 neu errichtet)
- 1933: Mosk in Hollywood
- 1933: Nathan Koblick House in Atherton
- 1933: Universal-International Building (Laemmle Building) in Hollywood
- 1934: Scheyer House (für Galka Scheyer) in Los Angeles (1936/1937 Anbau eines Raumes im 2. Stock durch Gregory Ain, mit Neutras Einverständnis)[16][17][18]
- 1934: Sten and Frenke House in Santa Monica
- 1934/1935 (oder bis 1937): Haus Josef von Sternberg in Northridge, San Fernando Valley, Los Angeles (in den 1970ern abgerissen)
- 1935: Beard House in Altadena
- 1935: California Military Academy in Culver City
- 1935: Corona School in Bell
- 1935: Largent House in San Francisco (2018 zerstört, Wiederaufbau vorgesehen[19])
- 1936: House Douglas Plywood Co. in Westwood (Los Angeles)
- 1936: House Kun No. 1 in Los Angeles
- 1936: Richter House in Pasadena (Kalifornien)
- 1937: Harry Koblick House in Los Angeles
- 1937: Kraigher House in Brownsville, Texas
- 1937: Landfair Apartments in Westwood, Los Angeles
- 1937: Strathmore Apartments in Westwood, Los Angeles
- 1937: Haus Mensendieck (Miller House) in Palm Springs (Kalifornien)
- 1937: Aquino Duplex in San Francisco
- 1937: House Leon Barsha in North Hollywood, Kalifornien
- 1938: Emerson Jr. High School in West Los Angeles
- 1938: House John Nicholas Brown auf Fisher’s Island, New Jersey
- 1939: Schiff House, San Francisco
- 1942: Channel Heights Housing Projects (Wohnsiedlung) in San Pedro, Kalifornien
- 1942: Nesbitt House in Los Angeles
- 1946/1947: Desert House für Edgar Kaufmann in Palm Springs (Kalifornien)
- 1948: Holiday House Motel in Malibu, Kalifornien
- 1948: Case Study House Nr. 20A in Pacific Palisades, Kalifornien
- 1948: Warren Tremaine House in Montecito bei Santa Barbara, Kalifornien
- 1949: Dion Neutra House (Reunion House) in Los Angeles
- 1949: Benedict and Nancy Freedman House in Pacific Palisades, Los Angeles (2025 abgebrannt)[20]
- 1950: Kesler House in Pacific Palisades, Los Angeles (2025 abgebrannt)
- 1950: Hees House in Pacific Palisades, Los Angeles (2025 abgebrannt)
- 1950: Neutra Office Building in Los Angeles
- 1950: Atwell House in Los Angeles
- 1952: Moore House in Ojai, Kalifornien
- 1952–53: George and Dorothy M. Serulnic House in La Crescenta, Los Angeles[21]
- 1953: Elementary School (Grundschule), Kester Avenue, Los Angeles; mit R. E. Alexander
- 1950–1954: Eagle Rock Club House in Los Angeles
- 1957: Airman’s Memorial Chapel in Miramar, La Jolla bei San Diego, Kalifornien; mit R. E. Alexander
- 1957: Ferro Chemical Company Building in Cleveland, Ohio
- 1958: Rivera Methodist Church in Redondo Beach, Kalifornien
- 1959: US-Botschaft in Karatschi, Pakistan, mit R. E. Alexander
- 1959/1960: Singleton House in Los Angeles
- 1961: Atriumhäuser Schlandt, Starnberg mit Peter Buddeberg[22]
- 1961: Palos Verdes High School, Palos Verdes, Kalifornien
- 1961: Haus Rang in Königstein im Taunus, Deutschland
- 1961: Casa Tuia in Ascona, Tessin, Schweiz
- 1961: Fine Arts Building der Columbia State University in Northridge (nach Erdbebenschaden 1994 abgerissen)
- 1962: Los Angeles Hall of Records
- 1962: Community Church (Drive-in-Kirche) in Garden Grove bei Los Angeles
- 1962: Haus Maslon (von Shulman fotografiert; abgerissen)
- 1962: Gonzalez Gorrondona House, Caracas, Venezuela[23]
- 1963: Lincoln Memorial Museum in Gettysburg, Pennsylvania (Dion Neutra kämpft im Frühjahr 2010 gegen den drohenden Abriss[7])
- 1963: Psychiatrische Kinderklinik in Los Angeles
- 1963: Bewobau-Siedlung in Quickborn bei Hamburg, Deutschland
- 1960 oder 1964: R. J. Neutra Elementary School auf der Naval Air Station in Lemoore, Kalifornien (entworfen 1929[24])
- 1964: Kuhns House in Woodland Hills, Kalifornien
- 1960–1964: Bewobau-Siedlung (Gartenstadt) in Mörfelden-Walldorf, Hessen, Deutschland
- 1963–1965: Haus Rentsch in Wengen, Berner Oberland, Schweiz, 1965; Gartenarchitekt: Ernst Cramer
- 1965: Haus Bucerius in Brione sopra Minusio am Lago Maggiore, Tessin, Schweiz, 1965; Gartenarchitekt: Ernst Cramer
- 1965: Haus Kemper in Wuppertal, Deutschland
- 1965: Sport- und Kongresshalle in Reno, Nevada
- 1968/1969: Haus Delcourt in Croix, Frankreich
- 1969: Haus Pescher in Wuppertal, Deutschland

## Buchveröffentlichungen

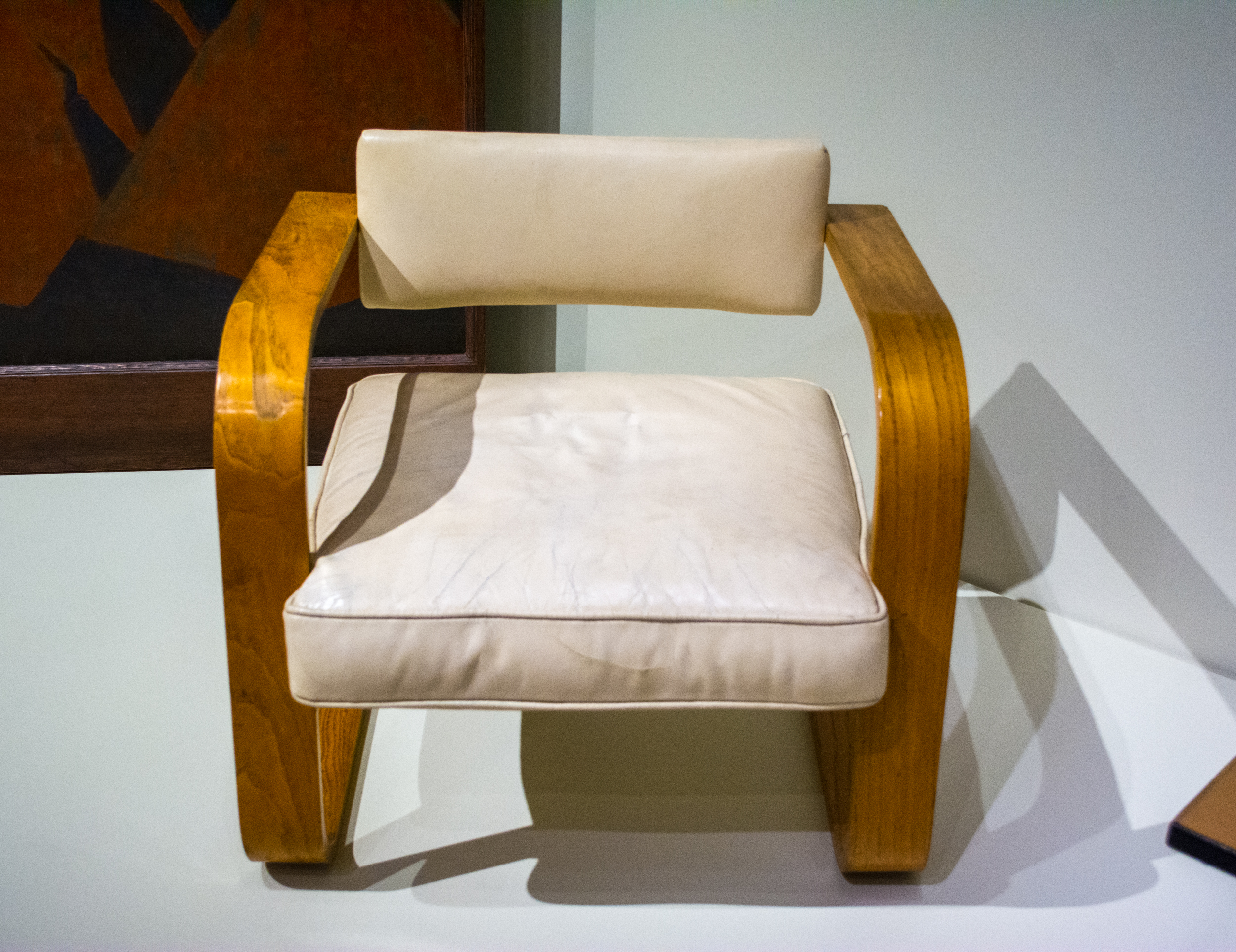
Stuhl von Neutra, entworfen 1931, gebaut 1941

- Wie Baut Amerika? Julius Hoffmann, Stuttgart 1926
- Amerika: Die Stilbildung des neuen Bauens in den Vereinigten Staaten. Anton Schroll Verlag, Wien 1930
- Mystery and Realities of the Site. Morgan & Morgan, Scarsdale (New York) 1951
- Survival Through Design. Oxford University Press, New York 1954
- Wenn wir weiterleben wollen. Claasen, Hamburg 1956
- Life and Human Habitat. Alexander Koch, Stuttgart 1956
- Welt und Wohnung. Alexander Koch, Stuttgart 1961
- Life and Shape. Appleton-Century-Crofts, New York 1962
- Gestaltete Umwelt. Erfahrungen und Forderungen eines Architekten.  Verlag der Kunst, Dresden 1968 (Fundus-Reihe 20/21)
- Naturnahes Bauen. Alexander Koch, Stuttgart 1970
- Einleitung zu: Heinz Geretsegger, Max Peintner: Otto Wagner 1841–1918. The expanding city, the beginning of modern architecture. Übers. von Gerald Onn. Pall Mall, London 1970
- Pflanzen Wasser Steine Licht. Parey, Berlin 1974
- Bauen und die Sinneswelt. Verlag der Kunst, Dresden 1977
- Nature Near: The Late Essays of Richard Neutra. Hrsg. von William Marlin. Capra Press, Santa Barbara (Kalifornien) 1989
- Leben und Gestalt: Die Autobiografie von Richard Neutra. Atara Press, Los Angeles 2014